# Saint-Dizier-les-Domaines
Saint-Dizier-les-Domaines település Franciaországban, Creuse megyében. Lakosainak száma 203 fő (2022. január 1.). Saint-Dizier-les-Domaines Bétête, Châtelus-Malvaleix, Clugnat, Genouillac és Jalesches községekkel határos.

## Népesség
A település népessége az elmúlt években az alábbi módon változott:
| Lakosok száma | 325  | 242  | 215  | 197  | 179  | 185  | 195  | 196  | 196  | 203  |
|               | 1968 | 1982 | 1990 | 2006 | 2013 | 2015 | 2017 | 2019 | 2020 | 2022 |